# Carucedo (kommunhuvudort)
Carucedo är en kommunhuvudort i Spanien.   Den ligger i provinsen Provincia de León och regionen Kastilien och Leon, i den nordvästra delen av landet, 300 km nordväst om huvudstaden Madrid. Carucedo ligger 508 meter över havet och antalet invånare är 639.
Terrängen runt Carucedo är huvudsakligen kuperad, men österut är den bergig. Runt Carucedo är det glesbefolkat, med 19 invånare per kvadratkilometer. Närmaste större samhälle är Ponferrada, 15,2 km öster om Carucedo. I omgivningarna runt Carucedo växer i huvudsak blandskog.